# Olga Smirnova
Olga Smirnova (Sant Petersburg, 1991) és una ballarina de ballet russa, actualment prima ballerina del Het Nationale Ballet, als Països Baixos. Ha actuat a escenaris de tot Europa, així com a la Xina i al Japó.

## Biografia
Nascuda a Sant Petersburg, Smirnova prové d'una família sense cap connexió amb el ballet. La seva mare la va inscriure a l'Acadèmia Vagànova, on va estudiar sota les ordres de Lyudmila Kovaleva. Va participar en diverses gires de l'acadèmia per Europa i Japó. El 2011, mentre encara era alumna de l'Acadèmia Vagànova, va actuar al Coliseu de Londres per recordar Galina Ulanova, una de les grans ballarines de la història de la dansa. Més endavant, va actuar a Pequín, ballant el Grand Pas Classique (coreografiada per V. Gsovsky) del compositor francès Daniel Auber.
Un cop graduada, va se contractada pel Ballet Bolshoi directament com a ballarina solista. Poc després, el 2013, seria promoguda a primera solista, i a prima ballerina el 2016. Fins al 2018 Olga Smirnova va treballar sota el tutelatge de Marina Kondratieva, i posteriorment sota les ordres de Maria Allash.
El març de 2022 va deixar el Bolshoi Ballet. Va explicar que havia decidit deixar Rússia a causa de la invasió russa d'Ucraïna. El seu avi era ucraïnès. Va ser acollida i contractada directament pel Ballet Nacional Neerlandès.